# Rudolf Roedenbeck
Paul Rudolf Siegfried Roedenbeck (* 30. März 1822 in Berlin; † 19. April 1891 in Potsdam) war Geheimer Oberregierungsrat, Kurator der Universität Halle-Wittenberg, Konsistorialpräsident in Magdeburg und Domherr zu Zeitz.

## Leben
Roedenbeck wurde als Sohn des Kaufmanns und historischen Schriftstellers Karl Heinrich Siegfried Rödenbeck und dessen zweiter Ehefrau, Johanna Emilie Boden, in Berlin geboren. Seine Schulausbildung schloss er dort im grauen Kloster mit dem Abitur ab. Er nahm das Studium der Rechtswissenschaften auf und legte 1843 sein erstes und 1845 sein zweites Examen ab. 1848 ging er, nachdem er seine dritte juristische Prüfung erfolgreich abgelegt hatte nach Grünberg in Schlesien, um dort seinen als Jurist tätigen Bruder, Carl Germanus Siegfried Roedenbeck, der in die Frankfurter Nationalversammlung gewählt worden war, zu vertreten. Danach war er als Assistent der Staatsanwaltschaft, später als Staatsanwalt in Trebnitz tätig.
Roedenbeck war seit 1850 mit Hedwig Robertine Freiin von Eberstein verheiratet. Aus der Ehe gingen acht Kinder hervor, darunter Karl Paul Roedenbeck und Josua Roedenbeck, der zuletzt Landrat des Kreises Achim war.
Ab 1853 war er als Konsistorialrat mit der Verwaltung des Justitiariats beim Konsistorium der Kirchenprovinz Posen betraut. Ab 1867 war er als Universitätskurator in Marburg tätig und zugleich betraut mit der Leitung des dortigen Konsistoriums. Als Geheimer Oberregierungsrat wurde er 1871 Ehrendoktor der theologischen Fakultät der Philippina. Durch das Kultusministerium nach Halle versetzt, war er dort als Universitätskurator tätig. Dort erfolgte 1883 die Verleihung der Ehrendoktorwürde der juristischen Fakultät. Als Präsident des Königlichen Konsistoriums der Provinz Sachsen in Magdeburg erlitt er 1885 seinen ersten Schlaganfall, dem 1888 ein weiterer folgte. Ab 1886 war er Domherr zu Zeitz. Er siedelte 1889 nach Potsdam über, wo er 1891 an den Folgen eines dritten Schlaganfalls verstarb.

## Auszeichnungen
- Roter Adlerorden 2. Klasse mit Bruststern und Eichenlaub
- Sächsisches Ehrenkreuz mit Krone
- Kommandeur 2. Klasse des Anhaltischen Ordens Albrechts des Bären

## Schriften
- Von dem Verfall und Untergang Polens. Berlin 1864
- Die Verfassung der Evangelischen Landeskirche Preußens. In: Zeitfragen des christlichen Volkslebens. Band 1, Heft 6, Frankfurt/Main 1876
- Von der Ehe, mit besonderer Beziehung auf Ehescheidung, Wiederverehelichung und Trauung Geschiedener. In: Theologische Studien und Kritiken. Gotha 1881